# KITS
KITS (surnommée Live 105) est une station de radio spécialisée dans le rock alternatif, située à San Francisco en Californie (États-Unis), et émettant sur 105.3 FM.